# SC Telstar VVNH in het seizoen 2014/15
Het seizoen 2014/2015 is het vierde jaar in het bestaan van de Velsense vrouwenvoetbalclub SC Telstar VVNH. De club kwam uit in de Women's BeNe League en heeft deelgenomen aan het toernooi om de KNVB beker.

## Wedstrijdstatistieken

### Women's BeNe League
|       | ADO Den Haag | AFC Ajax | RSC Anderlecht | Club Brugge | AA Gent | sc Heerenveen | Lierse SK | OH Leuven | PEC Zwolle | PSV/FC Eindhoven | Standard Luik | FC Twente |
| ----- | ------------ | -------- | -------------- | ----------- | ------- | ------------- | --------- | --------- | ---------- | ---------------- | ------------- | --------- |
| Thuis | 1 – 1        | 0 – 1    | 0 – 0          | 5 – 1       | 5 – 1   | 1 – 0         | 0 – 0     | 2 – 0     | 3 – 0      | 3 – 3            | 0 – 2         | 4 – 4     |
| Uit   | 4 – 1        | 1 – 0    | 1 – 1          | 1 – 3       | 0 – 1   | 1 – 4         | 2 – 1     | 1 – 3     | 1 – 1      | 1 – 3            | 3 – 0         | 2 – 1     |

### KNVB beker
| Achtste finale                             | RVVH                                                         | 3 – 9 (1 – 4) | SC Telstar VVNH |  |
| Plaats: Ridderkerk Sportpark Ridderkerk    | 30' Nikki de Roest 85' Sharella Hunt 90' Manuela Grootenboer |               | 3' Linda Bakker 9' Kirsten Koopmans 13' Linda Bakker 37' Dominique Bruinenberg 52' Linda Bakker 69' Kirsten Koopmans 73' Stefanie van der Gragt 89' Babiche Roof 90' Kirsten Koopmans |  |
| Kwartfinale                                | Jong FC Twente                                               | 0 – 4 (0 – 1) | SC Telstar VVNH |  |
| Plaats: Hengelo FC Twente-trainingscentrum |                                                              |               | 2' Priscilla de Vos 55' Kirsten Koopmans 60' Kirsten Koopmans 67' Priscilla de Vos |  |
| Halve finale                               | SC Telstar VVNH                                              | 0 – 1 (0 – 0) | AFC Ajax |  |
| Plaats: Velsen-Zuid Telstar Stadion        |                                                              |               | 73' Marlous Pieëte |  |

## Statistieken SC Telstar VVNH 2014/2015

### Eindstand SC Telstar VVNH Vrouwen in de Women's BeNe League 2014 / 2015
| Stand | Gespeeld | Gewonnen | Gelijk | Verloren | Punten | Doelpunten voor | Doelpunten tegen | Gele kaarten | Rode kaarten |
| ----- | -------- | -------- | ------ | -------- | ------ | --------------- | ---------------- | ------------ | ------------ |
| 6e    | 24       | 10       | 7      | 7        | 37     | 43              | 31               | 16           | 1            |

### Topscorers
| #      | Naam                   | Goal |
| ------ | ---------------------- | ---- |
| 1.     | Kirsten Koopmans       | 10   |
| 2.     | Linda Bakker           | 8    |
| 3.     | Priscilla de Vos       | 5    |
| 4.     | Stefanie van der Gragt | 4    |
| 4.     | Babiche Roof           | 4    |
| 5.     | Suzanne Admiraal       | 3    |
| 6.     | Ilse van der Zanden    | 2    |
| 7.     | Dyanne Bito            | 1    |
| 7.     | Marjan Brouwer         | 1    |
| 7.     | Dominique Bruinenberg  | 1    |
| 7.     | Chelly Drost           | 1    |
| 7.     | Carli Luntz            | 1    |
| 7.     | Priscilla Mesker       | 1    |
| 7.     | Romy Scherpenzeel      | 1    |
| Totaal | Totaal                 | 43   |

| #      | Naam                   | Goal |
| ------ | ---------------------- | ---- |
| 1.     | Kirsten Koopmans       | 5    |
| 2.     | Linda Bakker           | 3    |
| 3.     | Priscilla de Vos       | 2    |
| 2.     | Dominique Bruinenberg  | 1    |
| 2.     | Stefanie van der Gragt | 1    |
| 2.     | Babiche Roof           | 1    |
| Totaal | Totaal                 | 13   |

### Kaarten
| #      | Naam                   |    |
| ------ | ---------------------- | -- |
| 1.     | Babiche Roof           | 4  |
| 2.     | Stefanie van der Gragt | 3  |
| 3.     | Dyanne Bito            | 2  |
| 3.     | Aaike Verschoor        | 2  |
| 4.     | Suzanne Admiraal       | 1  |
| 4.     | Linda Bakker           | 1  |
| 4.     | Dominique Bruinenberg  | 1  |
| 4.     | Priscilla Mesker       | 1  |
| 4.     | Ilse van der Zanden    | 1  |
| Totaal | Totaal                 | 16 |

| #      | Naam        |   |
| ------ | ----------- | - |
| –      | Geen speler | 0 |
| Totaal | Totaal      | 0 |

| #      | Naam                   |   |
| ------ | ---------------------- | - |
| 1.     | Stefanie van der Gragt | 1 |
| Totaal | Totaal                 | 1 |